# Botarga de Martigues
La botarga de Martigues (en francés y occitano, poutargue de Martigues) es una preparación culinaria a base de huevas de mújol (mulet en francés, muge en provenzal. Nombre científico: Mugil cephalus). Proviene de Martigues, un pueblo pescador de la Provenza francesa. Se considera un manjar, y se ha ganado varios apodos, como «caviar mediterráneo», «caviar martiguense» (caviar martégal) o «trufa del mar». Su sabor varía de salado a amargo, un poco astringente, mucho sabor a producto de mar y a yodo. Se puede servir como aperitivo cortado en rebanadas, acompañado de pan y vino blanco, aunque también se puede rallar en la pasta o la ensalada, o asarse a la parrilla con alguna salsa...
La botarga es un producto antiquísimo y típico de varios lugares de las costas mediterráneas; fue una preparación extendida por los fenicios en sus expediciones marítimas, aunque ya existen registros de botarga en el Antiguo Egipto.